# Klavechord
Een klavechord of klavichord (Engels “clavichord”, Duits “Klavichord”, Frans “clavicorde”) is een klein klavierinstrument uit Europa dat tot de snaarinstrumenten wordt gerekend. Het speelde vooral in de kamermuziek uit de 17e en 18e eeuw een grote rol. De klank is erg zacht, en lijkt wel wat op die van een luit. Daarom wordt het klavechord meestal gebruikt als solo-instrument, en dan voornamelijk als huisinstrument.

## Geschiedenis
Het klavechord is een van de oudste toetseninstrumenten met snaren, en is ontstaan uit het monochord, een instrument uit de Oudheid. In een schriftelijke bron uit 1396 wordt de naam klavechord voor het eerst gebruikt. Het oudste klavechord dat nog bestaat is in 1543 gebouwd, en bevindt zich in het Muziekinstrumentenmuseum in Leipzig. Tot ver in de 18e eeuw was het instrument in Europa wijdverbreid. Het was toen zo bekend dat het Duitse woord Clavier, dat oorspronkelijk alle toetseninstrumenten aanduidde, specifiek werd gebruikt voor het klavechord. Het klavechord werd in die tijd belangrijker gevonden dan het klavecimbel of de pianoforte.
Een bekende bouwer van klavechorden was Johann Adolph Hass uit Hamburg. In de Russell Collection in Edinburgh bevindt zich een klavechord dat door Hass werd gebouwd voor de Amsterdamse koopman Jan Six. Mozart zou dit instrument hebben bespeeld toen hij Amsterdam in 1767 samen met zijn vader bezocht, en een bezoek bracht aan Six.

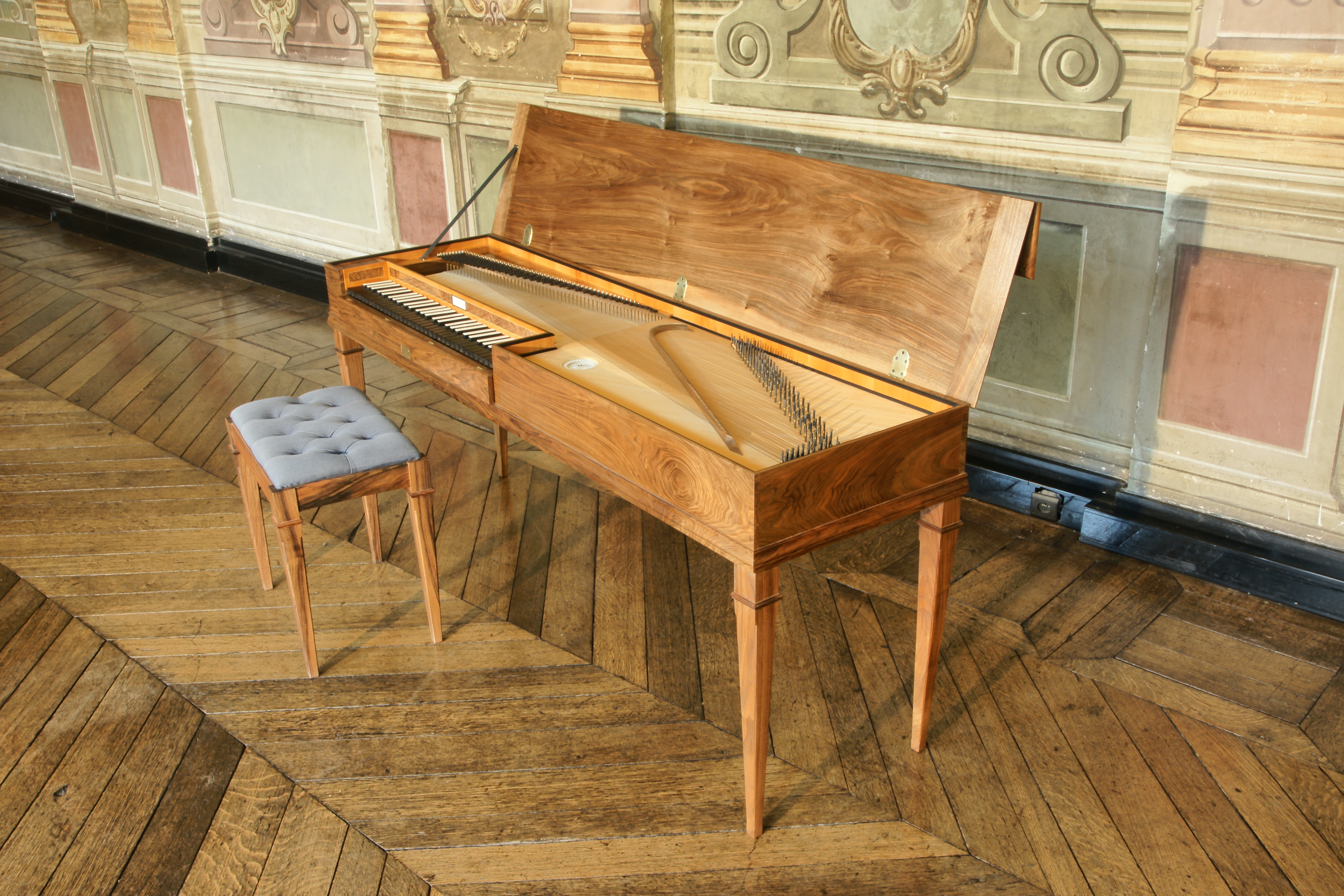
Klavechord gebouwd in Saksische stijl naar 1782 door Joris Potvlieghe (België) in 2010

## Bouw en werking
Anders dan bij de piano zijn de toetsen van een klavechord eenvoudige hefbomen, met aan het eind een messing plaatje, dat tangent wordt genoemd. Als een toets wordt ingedrukt, slaat de tangent tegen de bovenliggende snaar die aldus in trilling wordt gebracht. Het volume van de toon kan worden gevarieerd door de toets harder of zachter aan te slaan. Zolang de tangent tegen de snaar rust, blijft de toon doorklinken. Door intussen de druk op de toets te variëren, en daarmee de kracht waarmee de tangent tegen de snaar drukt, kan een vibrato worden gevormd. Dit wordt met een Duits woord Bebung genoemd. De snaar trilt van de brug tot de tangent, en is aan de andere kant afgedempt met vilt. Zodra een toets wordt losgelaten, wordt de toon gedempt.
Een klavechord heeft niet altijd voor elke toets een snaar. Doordat de snaar slechts trilt van de brug tot de tangent, is het mogelijk meerdere toetsen aan dezelfde snaar toe te wijzen. De constructie van het klavechord wordt daar eenvoudiger door, want er zijn minder snaren nodig. Samenklanken zijn echter minder goed mogelijk. Omdat slechts één noot per snaar kan worden gespeeld, worden bij deze constructiewijze doorgaans niet meer dan twee noten aan een snaar toegewezen; bij voorkeur noten die toch nooit zullen samenklinken, zoals de C en de C#.  Een klavechord met een noot per snaar noemt men een ongebonden klavechord. Als er meerdere noten per snaar zijn wordt het een gebonden klavechord genoemd.

## Pedaalklavechord

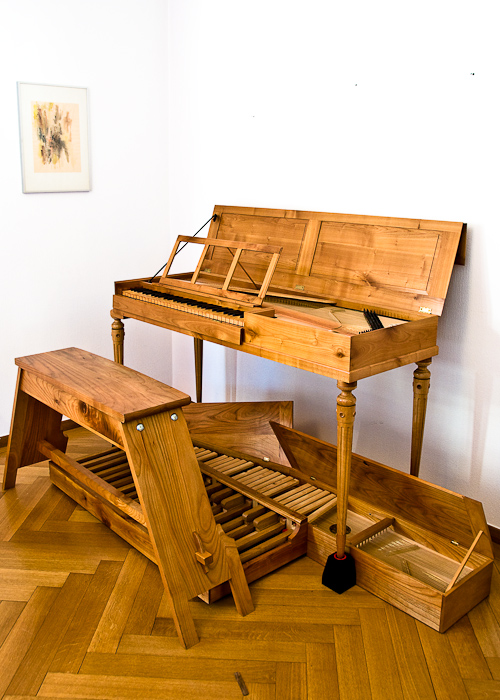
Een pedaalklavechord

Een klavechord dat is voorzien van een pedaalklavier noemt men een pedaalklavechord (Engels pedal clavichord).

## Muziek

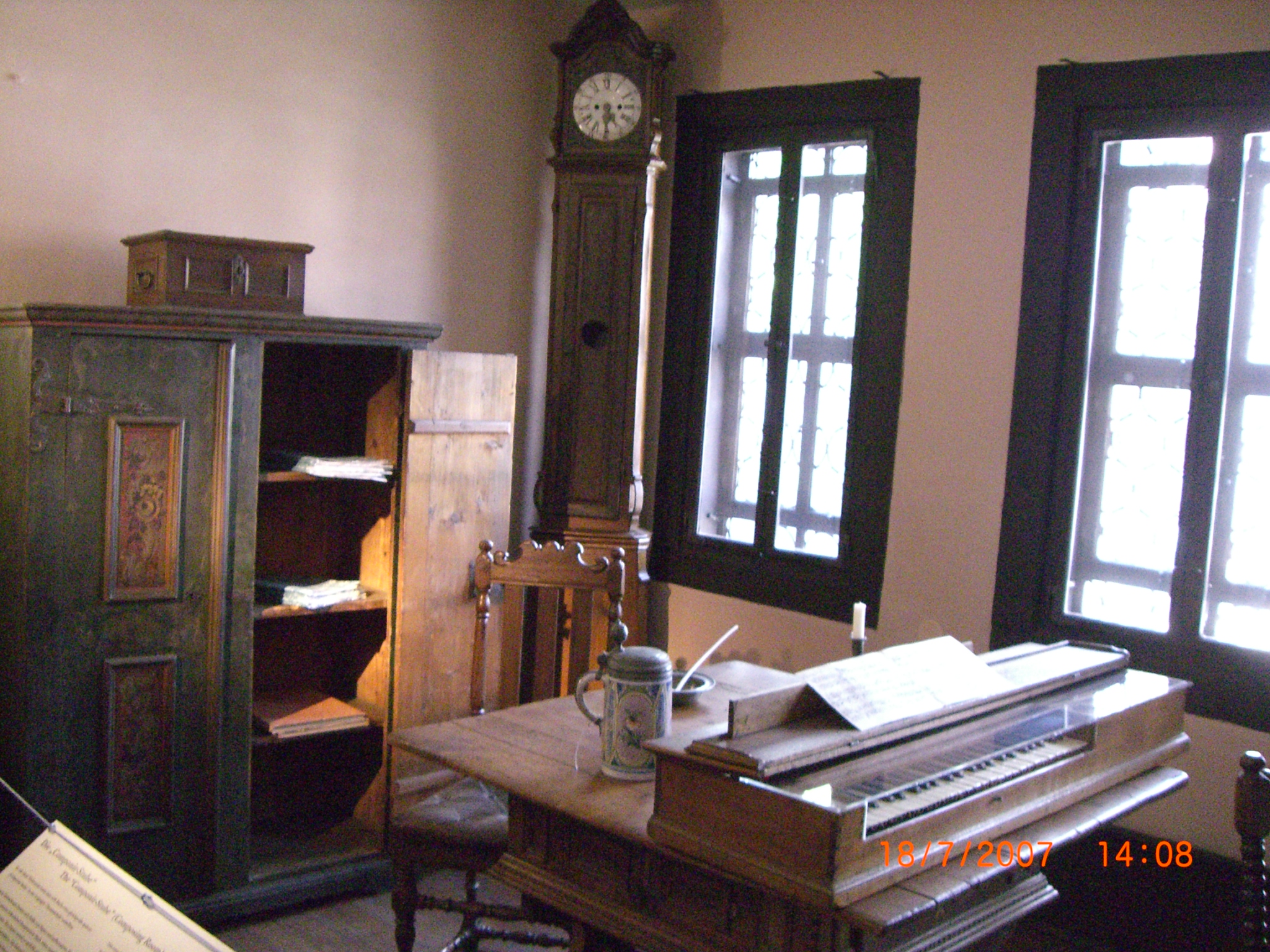
Klavechord in het Bach-huis in Eisenach

Vrijwel alle muziek die voor klavecimbel, piano, of orgel is geschreven kan ook op een klavechord worden gespeeld. Het instrument is echter te zacht voor ensemblespel. Ook de stemming van sommige gebonden klavechorden, soms middentoon, laat enkel oudere lectuur toe. De bekendste componist voor klavechord is Carl Philipp Emanuel Bach, een zoon van Johann Sebastian Bach. De omvang van het klavechord is C-c3.

## Clavinet
In funkmuziek en rock werd in de jaren zeventig dikwijls een clavinet gebruikt. Dit is in feite een elektrisch klavechord, met elektromagnetische elementen om de toon op te pikken, waarna het signaal kan worden versterkt.